# Nogometni kup FBiH 2016./17.
Nogometni kup Federacije BiH za sezonu 2016./17. je igran u dva kruga u kolovozu i rujnu 2016. godine. Dvanaest pobjednika susreta drugog kruga se kvalificiralo u šesnaestinu završnice Kupa BiH.

## Sudionici
U kupu FBiH sudjeluje 32 kluba i to:
- 16 klubova – članova Prve lige BiH, ulaze u ntjecanje u drugom krugu
- 10 pobjednika županijskih (kantonalnih) kupova županija Federacije BiH
- 6 finalista županijskih kupova (iz šest županija koje imaju veći broj registriranih klubova)

## Rezultati

### Prvo kolo
Igrano 24. kolovoza 2016.
| klub1                   | klub2                | rezultat   |
| ----------------------- | -------------------- | ---------- |
| Azot Vitkovići          | Jug Sarajevo         | 2:0        |
| Nemila                  | Posušje              | 5:4 (11 m) |
| Zmaj Buzić Mahala       | Sporta Sarajevo      | 2:1        |
| Iskra Bugojno           | Borac Izačić         | 3:0 p.f.   |
| Seona                   | Odžak 102            | 4:1        |
| Brotnjo Čitluk          | FK Vitez             | 2:0        |
| Dinamo Donja Mahala     | Mladost Malešići     | 1:4        |
| Tomislav (Tomislavgrad) | Klis Butorović Polje | 4:3        |

### Drugo kolo
Igrano 7. rujna 2016.
| klub1              | klub2                   | rezultat       |
| ------------------ | ----------------------- | -------------- |
| Zmaj Buzić Mahala  | Zvijezda Gradačac       | 1:1 (4:3 11 m) |
| Nemila             | Goražde                 | 0:3            |
| Iskra Bugojno      | Bosna Sema Sarajevo     | 1:5            |
| Mladost Malešići   | Orašje                  | 0:2            |
| Seona              | Velež Mostar            | 1:2            |
| Brotnjo Čitluk     | Jedinstvo Bihać         | 2:1            |
| Radnički Lukavac   | Tomislav (Tomislavgrad) | 3:0 p.f.       |
| Azot Vitkovići     | Čapljina                | 2:4            |
| Bratstvo Gračanica | Budućnost Banovići      | 2:0            |
| Travnik            | Sloga Simin Han         | 1:1 (4:3 11 m) |
| GOŠK Gabela        | Novi Travnik            | 3:0            |
| Rudar Kakanj       | Bosna Visoko            | 2:2 (3:2 11 m) |

Pobjednici su se kvalificirali u šesnaestinu završnice Kupa BiH

## Poveznice
- Nogometni kup Federacije BiH
- Nogometni kup Bosne i Hercegovine
- Kup Bosne i Hercegovine 2016./17.